# Юлій Луп
Тиберій Юлій Урс (лат. Tiberius Julius Lupus; ? — 41) — військовий діяч ранньої Римської імперії.

## Життєпис
Походив з Нарбонської Галії. Щодо місця та дати народження бракує відомостей. Ймовірно був з романізованої гальської родини Юліїв Лупів, що отримала статус вершників.
Про діяльність Юлія Лупа відомості обмежені. Навіть є суперечливим преномен — Тиберій або Публій. Його кар'єрі, ймовірно, сприяв шлюб сестри з Марком Арреціном Клементом, префектом преторія в 38—41 роках.
41 року брав участь у змові проти імператора Калігули на чолі з трибуном Кассієм Хереєю. За наказом останнього вбив дружину імператора Мілонію Цезонію та її доньку. Втім за рішенням нового імператора Клавдія був страчений разом з Хереєю і Сабіном.

## Родина
- Тиберій Юлій Луп, префект Єгипту в 71—73 роках
- Луцій Юлій Урс, консул-суфект в 84, 98 і 100 роках